# Nieva (kommun i Spanien, Kastilien och Leon, Provincia de Segovia, lat 41,09, long -4,45)
Nieva är en kommun i Spanien.   Den ligger i provinsen Provincia de Segovia och regionen Kastilien och Leon, i den centrala delen av landet, 100 km nordväst om huvudstaden Madrid. Antalet invånare är 344. Arean är 34 kvadratkilometer.
Terrängen i Nieva är platt.